# ゲーム・オブ・シャドウズ
ゲーム・オブ・シャドウズ：バリー·ボンズ、BALCO、そしてプロスポーツを揺るがしたステロイドスキャンダル（Game of Shadows: Barry Bonds, BALCO, and the Steroids Scandal that Rocked Professional Sports）は、2006年3月23日にサンフランシスコ・クロニクル紙記者であるマーク・ファイナル・ワダとランス・ウィリアムズの共著によって出版されたノンフィクションのベストセラー本であり、バルコ・スキャンダルを中心に描かれている。著者は1998年から少なくとも5シーズンにわたり、バリー・ボンズがアナボリックステロイドやヒト成長ホルモン（HGH）などの様々な運動能力向上薬物を使い続けたと主張している。ボンズ以外にベニート・サンティアゴ、マリオン・ジョーンズ、ティム・モンゴメリ、ビル・ロマノフスキーらの薬物使用疑惑も取り上げている。

## 内容
以下はESPNとニューヨーク・タイムズ紙より抜粋。
物語仕立てで書かれた同著は、200人以上からの聴取と極秘情報のバリー・ボンズ、ジェイソン・ジアンビ、ゲイリー・シェフィールド、ティム・モンゴメリの連邦大陪審証言を記載した裁判資料、バルコ（BALCO）社の捜査に携わった関係者らの証言や内部書類などをもとにサンフランシスコ・クロニクル紙記者であるマーク・ファイナル・ワダとランス・ウィリアムズによって書かれた。サンフランシスコ連邦大陪審における証言で、ボンズは繰り返し運動能力向上薬物の使用を否定している。ボンズの弁護人は本の情報源の信頼性を疑問視する声明を発表した。
ボンズら何人もの大物選手がアナボリックステロイドを使用しているという疑惑が浮上していたにもかかわらず、MLB機構は2002年シーズン終了時までは運動能力向上薬物を明確には禁止していなかった。1998年にサミー・ソーサと本塁打記録更新争いを繰り広げ、1961年にロジャー・マリスが樹立した61本のシーズン本塁打記録を一気に70本にまで更新したマーク・マグワイアが国民的英雄として扱われてきたのと対照的に、ボンズはマグワイアに劣ると見なされ、不当な評価を受けてきた。

## バリー・ボンズに関する詳述
- 1994年に出会った女性と不倫関係を持った。彼女は後に彼から「殺すぞ」と脅迫されたと主張している。
- 1998年のマグワイアとソーサの本塁打記録争いをきっかけとして薬物の使用を始めた。
- 運動能力向上薬物について勉強し、深く知識を得ていた。
- 1998年シーズン終了後に最初の薬物としてウィンストロール（1988年のソウルオリンピックで規定違反が発覚したベン・ジョンソンが使用していた薬物）の使用を開始。
- 専属トレーナーのグレッグ・アンダーソンがバルコ社から薬物を購入し、彼に提供した。
- 急激に体格が変化したにもかかわらず、サンフランシスコ・ジャイアンツの上層部は彼を動揺させるのを恐れ、ステロイドを使用していたかどうか調べようともしなかった。
- 2001年にはクリア（THG）とクリーム（クリアとセットで使用）以外にヒト成長ホルモン（HGH）、インスリン（HGHのボディビル効果を高める）、デカン酸テストステロン（即効性のあるステロイド）、トレンボロン（家畜の牛の筋肉の質を向上させる）も使用して73本塁打を記録し、マグワイアが3年前に樹立したシーズン本塁打記録を破った。
- 他のシーズンにデカ・デュラボリン（ボディビルダーによって使用される一般的なステロイド）、クロミッド（ステロイドを使用した後の血清テストステロン値を回復させる）、ノルボレトン（1960年代に食肉業界のために発明され、安全性が疑問視されるステロイド）も使用した。

## 著者2人に対する捜査
2006年10月からマーク・ファイナル・ワダとランス・ウィリアムズに対する捜査が開始された。2人は連邦大陪審に出廷して機密情報である大陪審証言の情報源などを明かすように命じられたが、情報源の秘匿のために証言を拒否し、収監される方を選ぶ意向を示していた。しかし、2007年2月14日に大陪審証言を2人に不正に開示し、漏洩させたビクター・コンテの弁護人、トロイ・エラーマンが罪を認めた。